# Горст Фойгт
Горст Фойгт (нім. Horst Voigt; 19 жовтня 1919, Лейпциг — 7 липня 1980) — німецький офіцер-підводник, оберлейтенант-цур-зее крігсмаріне.

## Біографія
1 жовтня 1938 року вступив на флот. З 1 травня 1940 року служив в 2-й, з вересня 1941 року — в 6-й флотилії R-катерів. З листопада 1942 року — командир корабля 2-ї флотилії артилерійський кораблів. З 29 березня по 25 вересня 1943 року пройшов курс підводника, 26-30 вересня — курс керманича, 1-15 жовтня — курс позиціонування (радіовимірювання), з 16 жовтня по 1 грудня — курс командира підводного човна. З 11 січня 1944 року — командир підводного човна U-1006. 9 жовтня 1944 року вийшов у свій перший і останній похід. 16 жовтня 1944 року U-1006 був потоплений південно-східніше Фарерських островів глибинними бомбами та артилерійським вогнем канадських фрегатів «Лох Ачанальт» і «Аннан». 6 членів екіпажу загинули, 44 (включаючи Фойгта) були врятовані і взяті в полон. 23 серпня 1947 року звільнений.

## Звання
- Кандидат в офіцери (1 жовтня 1938)
- Морський кадет (1 липня 1939)
- Фенріх-цур-зее (1 грудня 1939)
- Оберфенріх-цур-зее (1 серпня 1940)
- Лейтенант-цур-зее (1 квітня 1941)
- Оберлейтенант-цур-зее (1 квітня 1943)

## Нагороди
- Залізний хрест
  - 2-го класу (1940)
  - 1-го класу (1942)
- Нагрудний знак мінних тральщиків (1941)
- Нагрудний знак флоту (16 жовтня 1942)